# Derambila fragilis
Derambila fragilis är en fjärilsart som beskrevs av Butler 1880. Derambila fragilis ingår i släktet Derambila och familjen mätare. Inga underarter finns listade i Catalogue of Life.